# Triturus dobrogicus
Il tritone crestato del Danubio (Triturus dobrogicus Kiritzescu, 1903) è un anfibio caudato appartenente alla famiglia dei Salamandridi.

## Descrizione
Con una lunghezza media di 12-13 cm, il tritone crestato del Danubio è il più piccolo e gracile tra tutti i tritoni, ma allo stesso tempo sfoggia anche la cresta dorsale più alta rispetto al corpo e maggiormente seghettata. Il dorso è solitamente bruno-rossiccio oppure marrone chiaro o scuro, con alcuni maschi anche color mattone e provvisti di macchie scure tondeggianti. I fianchi dei maschi adulti, inoltre, sono cosparsi di puntini bianchi ben contrastanti. Il lato ventrale è di un intenso colore arancione o giallo tuorlo d'uovo, con numerose macchie scure tondeggianti, ben definite, che possono anche apparire fuse in bande longitudinali. La gola è nera, con puntini bianchi leggermente più grandi. La lunghezza totale è di 12-14 cm nei maschi e di 13-16 cm nelle femmine.

## Biologia
Il tritone crestato del Danubio è una specie ancora relativamente poco conosciuta. Si tratta di una specie di pianura che si riproduce in acqua in primavera, da marzo a giugno. Il corteggiamento e la deposizione delle uova seguono modalità simili a quelle del tritone crestato.

## Distribuzione ed habitat
Il tritone crestato del Danubio è una specie che vive esclusivamente nella media e bassa Pianura Pannonica, ad altitudini tra 100 e 350 m. Si può trovare nelle valli fluviali del Danubio e del Tibisco, dove popola boschi di golena o prati umidi. Durante la stagione riproduttiva colonizza lanche e bracci fluviali ricchi di vegetazione e a corso lento, ma anche stagni, fossi e piccole paludi.